# Mtwara (valiato)
Mtwara es un valiato de Tanzania perteneciente a la región de Mtwara. Su centro administrativo es la capital regional homónima, que no forma parte del valiato y es una ciudad directamente subordinada a la región.
En 2012, el valiato tenía una población de 228 003 habitantes. La mayoría de la población está formada por makondes y makuas.
El valiato se ubica en la esquina suroriental del país, teniendo costa en el Océano Índico al noreste y siendo fronterizo con Mozambique al sureste, marcando la frontera el río Ruvuma. La ciudad de Mtwara se enclava en una bahía del centro de la costa del valiato.

## Subdivisiones
Comprende 28 katas:
- Chawi
- Dihimba
- Kiromba
- Kitaya
- Kitere
- Kiyanga
- Libobe
- Madimba
- Mahurunga
- Mayanga
- Mbawala
- Mbembaleo
- Milangominne
- Mnima
- Mpapura
- Msanga Mkuu
- Mtimbwilimbwi
- Mtiniko
- Muungano
- Namtumbuka
- Nanguruwe
- Nanyamba
- Naumbu
- Ndumbwe
- Nitekela
- Njengwa
- Tangazo
- Ziwani